# Laura Gonzalez (nadadora)
Laura Gonzalez (2 de septiembre de 2000) es una deportista francesa que compite en natación sincronizada. Ganó una medalla de oro en los Juegos Europeos de Cracovia 2023 y tres medallas de bronce en el Campeonato Europeo de Natación de 2022.

## Palmarés internacional
| Juegos Europeos    | Juegos Europeos    | Juegos Europeos   | Juegos Europeos   |
| Año                | Lugar              | Medalla           | Prueba            |
| ------------------ | ------------------ | ----------------- | ----------------- |
| 2023               | Oświęcim (Polonia) | Medalla de oro    | Rutina acrobática |
| Campeonato Europeo |                    |                   |                   |
| Año                | Lugar              | Medalla           | Prueba            |
| 2022               | Roma (Italia)      | Medalla de bronce | Equipo técnico    |
| 2022               | Roma (Italia)      | Medalla de bronce | Equipo libre      |
| 2022               | Roma (Italia)      | Medalla de bronce | Rutina especial   |